# Chiesa del Santissimo Redentore (Legnano)
La chiesa del Santissimo Redentore o chiesa del Redentore è un luogo di culto cattolico di Legnano inaugurato nel 1902 a Legnanello, quartiere della città.

## Storia
Legnanello è uno dei due nuclei originari della città del Carroccio. Ad esso è collegato il primo documento che cita l'abitato di Legnano. Questo atto, che è datato 23 ottobre 789, si riferisce ad una permuta di terreni situati nel piccolo quartiere.
Tra i primi documenti che citano Legnanello, va ricordata l'inchiesta del luglio 1586 del cardinale di Cremona Nicolò Sfondrati (che diventerà papa nel 1590 con il nome di Gregorio XIV). Ad essa era collegato il trasferimento della Prepositura da Parabiago a Legnano. L'inchiesta aveva anche l'obiettivo di fare un censimento sullo stato delle anime dei parrocchiani e sui luoghi di culto presenti. Nicolò Sfondrati segnalò, tra l'altro, la presenza della chiesa di Santa Maria della Purificazione, che fu elevata a "cappellania" il 15 dicembre 1541, con determinazione papale di Paolo III.
La chiesa, tuttora esistente, è annessa all'Istituto Barbara Melzi. In seguito è stata dedicata a santa Rita. Questo edificio religioso era la chiesa a cui la comunità religiosa del quartiere faceva riferimento prima della costruzione della chiesa del Santissimo Redentore. La parrocchia di Legnanello fu invece costituita il 13 agosto 1898. La necessità di una nuova chiesa nacque proprio con l'istituzione della parrocchia.
La prima pietra della chiesa dedicata al Santissimo Redentore fu posta il 26 maggio 1901. Venne terminata a meno di un anno di distanza dall'inizio dei lavori grazie ai contributi di Barbara Melzi, dall'arcivescovo di Milano Andrea Carlo Ferrari e dalle elargizioni di molti parrocchiani legnarellesi. Fu consacrata dall'arcivescovo Andrea Carlo Ferrari il 30 novembre 1902.

## La chiesa e le opere artistiche

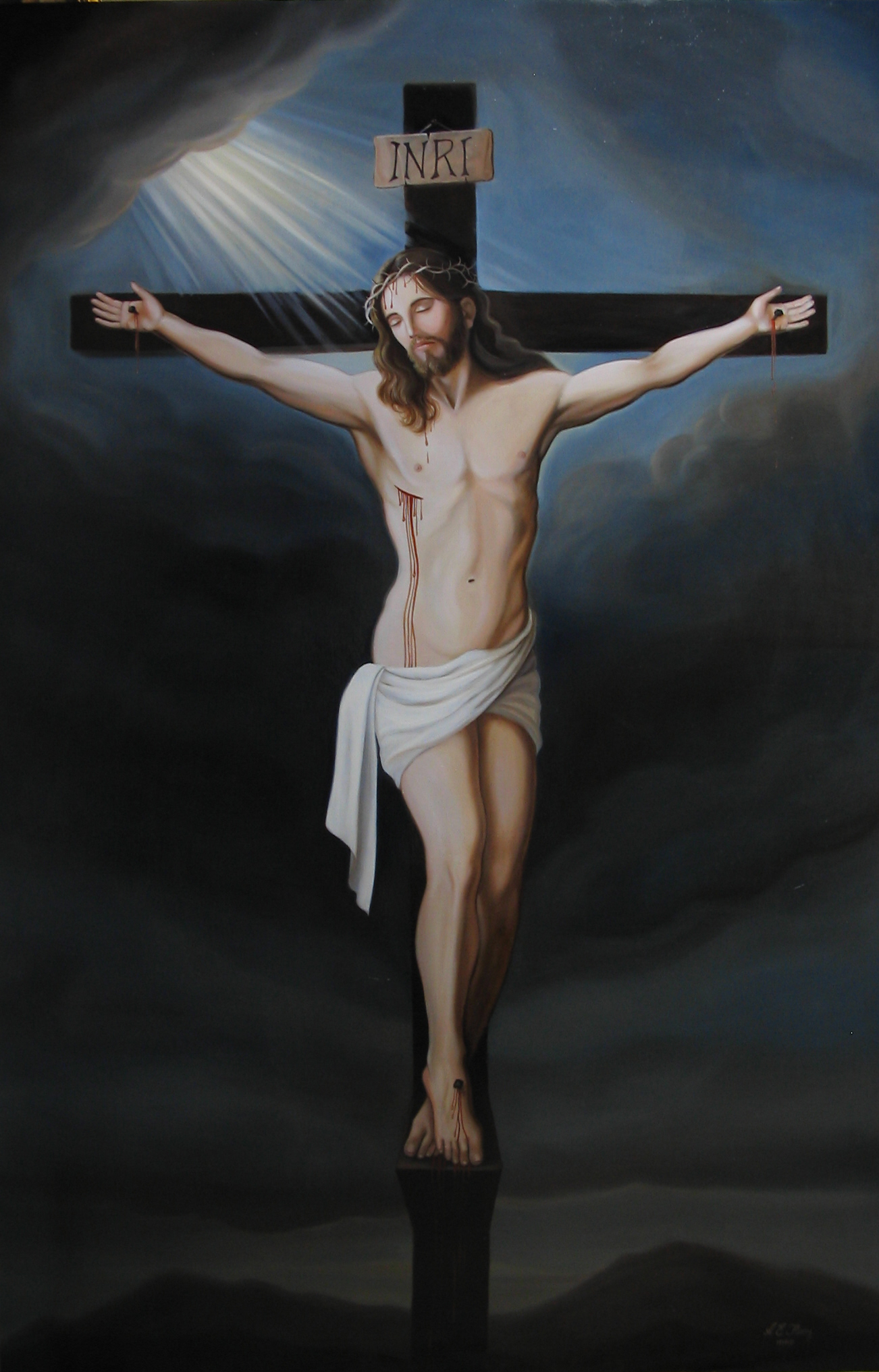
Albert Edwin Flury, Crocifissione, 2007. Legnano, chiesa del Santissimo Redentore

La chiesa, che è di stile romanico lombardo, possiede tre navate che sono divise da due file di colonne in marmo e che terminano con un'abside. Sulla sommità delle colonne sono presenti dei capitelli su cui sono raffigurati i simboli della cristianità. Il soffitto è a capriate in legno.
L'altare maggiore e il pulpito, in marmo di Carrara, sono in stile bizantino e sono ispirati agli altari e ai pulpiti della basilica di Sant'Ambrogio di Milano e delle basiliche bizantine presenti a Ravenna. Influenzato dalla basilica milanese è anche il campanile. L'esterno della chiesa è a mattoni a vista e pietra di serizzo.  Sulla sinistra della chiesa è presente un edificio ottagonale che è destinato a battistero. Nel 1923 sono stati realizzati, nelle lunette della facciata e del battistero, dei mosaici che si rifanno alla figura del Santissimo Redentore, a cui la chiesa è dedicata.
Nell'abside è dipinta, su uno sfondo color oro, la trasfigurazione di Gesù.  L'interno della chiesa è impreziosito da  affreschi. Notevoli anche una via Crucis in formelle di bronzo e le vetrate delle finestre.  Queste ultime sono ad arco tondo superiore. La chiesa del Redentore ospita un dipinto del 1635 di Giambattista e Francesco Lampugnani proveniente dalla chiesa della Purificazione che rappresenta la Purificazione.

## Le campane
La chiesa è dotata di una torre campanaria che dispone del seguente concerto:
| Campana | Diametro | Peso    | Nota |
| ------- | -------- | ------- | ---- |
| 1ª      | 151 cm   | 1950 kg | Si   |
| 2ª      | 134 cm   | 1390 kg | Re♭  |
| 3ª      | 120 cm   | 990 kg  | Mi♭  |
| 4ª      | 113 cm   | 800 kg  | Mi   |
| 5ª      | 101 cm   | 590 kg  | Sol♭ |
| 6ª      | 91 cm    | 420 kg  | La♭  |